# Iva annua
Iva annua és una planta herbàcia anual d'Amèrica del Nord que pertany a la família de les asteràcies. És natiu al nord-est de Mèxic (Tamaulipas) i al centre i sud dels Estats Units, principalment a les Grans Planes i la vall del Mississipi fins al nord de Dakota del Nord. Hi ha algunes poblacions a l'est dels Estats Units, però aquestes semblen representar introduccions.
Iva annua és una herba anual de fins a 150 cm d'altura. La planta produeix molts petits caps de flor en una estreta àrea, allargats, la punta de la matriu semblants, cada cap amb 11-17 flòsculs del disc, però sense flors ligulades.

## Usos
Iva annua va ser conreat pels nadius americans fa més de 4.000 anys al centre i est dels Estats Units i específicament els pobles indígenes de la cultura Kansas City Hopewell, a l'actual Missouri i Illinois, per les seves llavors comestibles. Les parts comestibles contenen un 32 per cent de proteïna i un 45 per cent d'oli.
No obstant això, igual que el seu parent, l'ambrosia, col lector d'oli de males herbes, posseeix moltes qualitats desagradables que inclouen en ser un potencial al·lergen greu i una desagradable olor. Probablement per aquesta raó va ser abandonat per les alternatives més agradables (com el blat de moro) que estaven disponibles, i per quan els europeus van arribar a Amèrica, havien desaparegut molt com a cultiu.